# Kepler-37b
Kepler-37b es un exoplaneta que orbita la estrella Kepler-37 en la constelación de Lyra. A la fecha es el exoplaneta más pequeño jamás descubierto orbitando una estrella de secuencia principal, con una masa y radio ligeramente mayor que la Luna.

## Descubrimiento
Kepler-37b, en conjunto con otros dos planetas, Kepler-37c y Kepler-37d, fueron descubiertos por el telescopio espacial Kepler, el cual observa los tránsitos estelares. Con el objetivo de conocer el tamaño correcto del planeta, los astrónomos se vieron en la obligación de comparar su tamaño con el de su estrella, utilizando ondas de sonido. Este proceso es llamado astrosismología, y Kepler-37 es la estrella más pequeña en ser estudiada con este proceso. Estos estudios han podido determinar el tamaño del planeta con "extrema precisión". A la fecha, es el planeta más pequeño en ser descubierto fuera del sistema solar. El descubrimiento de un planeta como Kepler-37b sugiere que tales planetas son "moneda corriente".

## Propiedades
El planeta se encuentra a aproximadamente 215 años luz de la Tierra. Es ligeramente más grande que la Luna, con un diámetro de 3865 kilómetros. La NASA afirma que hay una gran posibilidad de que el planeta no tenga atmósfera y por lo tanto no pueda albergar vida. El planeta está compuesto casi en su totalidad por materiales rocosos. Al tratarse del planeta más cercano a su estrella Kepler-37b tiene una órbita de 13 días, y debido a esta cercanía la temperatura promedio se estima alrededor de 426 °C.